# Mithraeum de Konjic
Le mithraeum de Konjic(en serbo-croate : Konjički mitrej) est un mithraeum situé à Kon jic en Bosnie-Herzégovine,.

## Historique
Le mithraeum de Konjic était un temple dédié au dieu du soleil, Mithra. Le culte mithraïque s'est répandu dans d'autres parties de l'Empire romain, dans tout le bassin méditerranéen, par des esclaves et des marchands venus d'Orient, et par des soldats romains qui entraient en contact avec les adeptes du culte en Orient.

## Découverte et protection
Les vestiges du Mithraeum de Konjic ont été découverts en janvier 1897. Le site de Konjic est atypique car son niveau de plancher est au niveau du sol. Cela signifie que la principale caractéristique du temple est l'absence de grotte, de terrain creux. Les adeptes du mithraïsme cherchaient comme norme à fonder leurs lieux de culte dans des grottes, alors qu'en l'absence de telles caractéristiques topographiques, ils creusaient le sol, là où le terrain le permettait, et construisaient de petits temples à une seule cellule, connus sous le nom de spelaeum, pour renforcer l'impression d'une grotte. Cependant, dans le cas de Konjic, le temple a été établi sur un terrain découvert, et seule la protection et l'isolement étaient assurés par une forêt dense, qui a disparu au moment de sa découverte.

## Le bas-relief mithraïque
Exposé au Musée national de Bosnie-Herzégovine il montre ses deux faces sculptées (0,59 m de haut, 0,82 m de long et 0,10 m d'épaisseur).
La face avant représente la tauroctonie : Mithra tuant le taureau, Cautès et Cautopatès (partiel) sont à ses côtés, le corbeau, le chien, le serpent et le scorpion sont présents, ainsi que le buste de Luna. Le buste correspondant à Sol Invictus a disparu. Une arche porte l'inscription :
« Deo Soli inv[ict]o Meter[ae]. »
« Au dieu Soleil invincible Mithra. »
La face arrière représente un repas rituélique des adeptes. An centre, derrière une klinê avec une corbeille contenant quatre petits pains, se trouvent Sol et Mithra. À chaque extrémité se trouve une colonnette corinthienne torsadée. Un lion est assis à gauche de la table. Deux personnages se trouvent aussi de chaque côté de la table. Le premier, à gauche, porte un masque de corbeau, l'autre porte un bonnet phrygien et offre un rhyton. Le premier, à droite, porte une tête de lion et l'autre, portant un bonnet phrygien offre une coupe.